# Океаны (альбом)
«Океаны» — тринадцатый студийный альбом российской певицы Валерии. Релиз альбома состоялся 4 марта 2016 года в онлайн-магазине iTunes. На диске представлено 12 композиций. Альбом получил в целом положительные отзывы критиков.

## История создания
По словам Валерии, альбом записывался в течение двух лет. 19 февраля 2016 года альбом стал доступен для предзаказа в iTunes. Также незадолго до этого была выпущена заглавная песня альбома «Океаны».
На диске имеется песня «Ты моя», записанная совместно с Анной Шульгиной — дочерью певицы. Композиция была выпущена в начале 2015 года и была номинирована на «Премию Муз ТВ 2016» в категории «Лучший дуэт», но проиграла Григорию Лепсу и Ани Лорак. Последним синглом с альбома стала песня «Тело хочет любви», выпущенная в июне 2016 года. Также был выпущен клип на эту композицию, автором которого стала певица Слава. Главную мужскую роль в клипе сыграл танцор классического балета Иван Васильев. В клипе певица предстала в провокационном для себя образе и после его выхода Валерия подверглась критике со стороны журналиста Отара Кушанашвили.

## Реакция критиков
Алексей Мажаев из агентства InterMedia дал альбому смешанную оценку, поставив ему 3 балла из 5 возможных. По его мнению, «более выигрышно смотрятся в „Океанах“ песни с простыми человеческими проявлениями». Рецензент посчитал, что в песне «Можно, я побуду счастливой?» «Валерия предстаёт слабой и уязвимой — и у слушательниц сразу включается кнопка сопереживания и сопричастности». В песне «Сильные женщины», по мнению Мажаева, «певица словно жалуется на свой идеальный образ, что также найдёт понимание у аудитории», а песню «Поставь эту песню ещё раз» он назвал «убедительным призывом к радиостанциям».
Гуру Кен положительно оценил альбом, оценив его в 8.5 баллов из 10. Рецензент отметил филигранную работу с текстами и «абсолютное понимание их значимости для целевой аудитории». Отметил журналист и вокал певицы, в частности «кристально чистые ноты во всех регистрах и мгновенно узнаваемый тембр». Совместную песню с Анной Шульгиной он назвал сомнительной в профессиональном отношении: «Не умеющую петь гламурную дочку Валерия прикрывает крыльями своей заботы, обволакивает на припевах своими чистейшими нотами, — и все же текст и безусловно искренние чувства вытягивают песню до уровня всего альбома». В целом, рецензент охарактеризовал альбом, как многоплановый лирический монолог Валерии. «Радиохитов тут почти нет, но выкристаллизован дальнейший путь певицы — задушевные песни о женской доле, житейские зарисовки, фразы не в бровь, а в глаз, надолго остающиеся в памяти слушателя. Это достойный и респектабельный вектор развития» — говорит рецензент.

## Список композиций
| №                   | Название                               | Длительность |
| ------------------- | -------------------------------------- | ------------ |
| 1.                  | «Океаны»                               | 3:03         |
| 2.                  | «Ничего личного»                       | 3:49         |
| 3.                  | «Можно я побуду счастливой?»           | 4:08         |
| 4.                  | «С такими, как ты»                     | 3:40         |
| 5.                  | «Тело хочет любви»                     | 3:46         |
| 6.                  | «Поставь эту песню ещё раз»            | 3:56         |
| 7.                  | «Забывай»                              | 3:45         |
| 8.                  | «Сильные женщины»                      | 3:48         |
| 9.                  | «Это время любви»                      | 3:38         |
| 10.                 | «Мы боимся любить»                     | 3:17         |
| 11.                 | «Формула счастья»                      | 3:13         |
| 12.                 | «Ты моя» (совместно с Анной Шульгиной) | 3:34         |
| Общая длительность: | Общая длительность:                    | 43:37        |